# Джастін Лонвейк
Джастін Антоніус Лонвейк (нід. Justin Antonius Lonwijk; 21 грудня 1999, Тілбург) — нідерландський і суринамський футболіст, півзахисник українського клубу «Динамо» (Київ) і національної збірної Суринаму.

## Клубна кар'єра

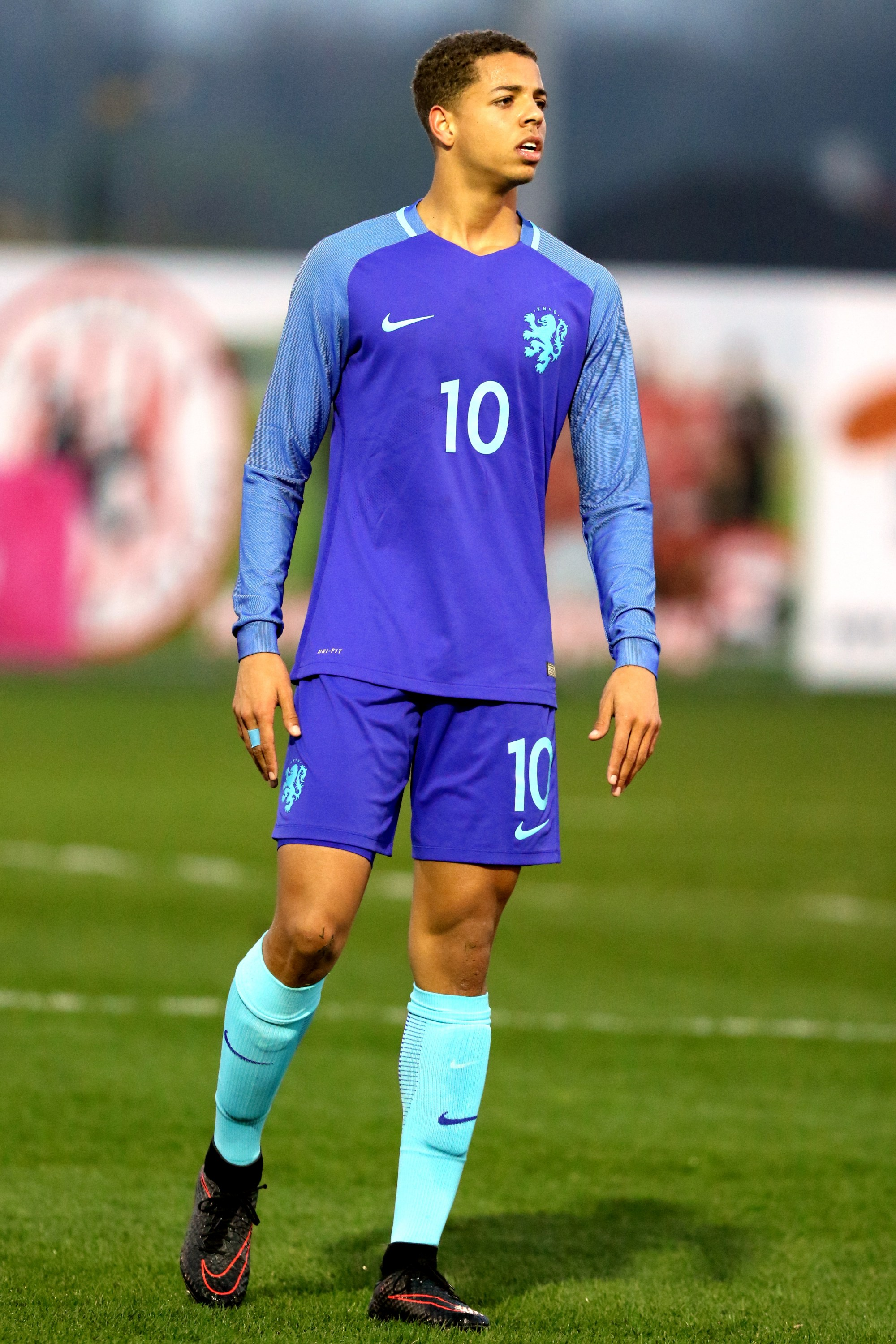
Лонвейк у складі юнацької збірної Нідерландів

Вихованець клубів «Віллем II» і ПСВ. 13 січня 2017 року в матчі проти клубу «Ден Босх» він дебютував за дублюючий склад в Ерстедівізі. Загалом у другому дивізіоні країни провів 33 матчі та забив 6 голів, втім у першу команду не пробився.
Влітку 2019 року Лонвейк перейшов у статусі вільного агенда до «Утрехта». Джастін дебютував за нову команду у двох матчах попереднього раунду кваліфікації Ліги Європи проти клубу «Зриньські» з Мостару, а 4 серпня в матчі проти клубу «АДО Ден Гаг» він дебютував у Ередівізі. Втім надалі виступав виключно за резервну команду.
На початку 2021 року Лонвейк для отримання ігрової практики був орендований данським клубом «Віборг» з правом подальшого викупу. 12 лютого у матчі проти «Фредерісії» він дебютував у Першому дивізіоні Данії. 10 квітня у поєдинку проти «Фредерісії» Джастін забив свій перший гол за «Віборг». За підсумками сезону Лонвейк допоміг клубу вийти до елітного дивізіону. Після закінчення оренди «Віборг» викупив трансфер гравця, підписавши з ним трирічну угоду. 18 липня в матчі проти «Норшелланна» він дебютував у данській Суперлізі. Всього у складі «Віборга» провів 60 матчів у чемпіонаті (8 голів, 7 асистів, 14 попереджень).
22 вересня 2022 року уклав угоду на п'ять років з «Динамо» (Київ). 2 жовтня дебютував за киян у гостьовому матчі Прем'єр-ліги проти «Минаю» (1:0), вийшовши на поле на 82-й хвилині й замінивши в центрі півзахисту Володимира Шепелєва.
З 2023 року на правах оренди виступав за «Андерлехт» та «Фортуну» (Сіттард), наразі захищає кольори данської команди «Віборг».

## Міжнародна кар'єра
У складі юнацької збірної Нідерландів до 19 років Лонвейк взяв участь у юнацькому чемпіонаті Європи 2017 року в Грузії. На турнірі він зіграв у матчах проти команд Болгарії та Португалії, ставши півфіналістом турніру.
12 березня 2024 року отримав виклик до національної збірної Суринаму. 24 березня дебютував за збірну у товариському матчі проти збірної Мартиніки (1:1), на 36-й хвилині матчу забивши дебютний гол.

## Особисте життя
Його молодший брат, Найджел Лонвейк, також став футболістом і виступав за юнацькі збірні Нідерландів, а його молодша сестра Джейден грає в теніс.